# Marcel Mart

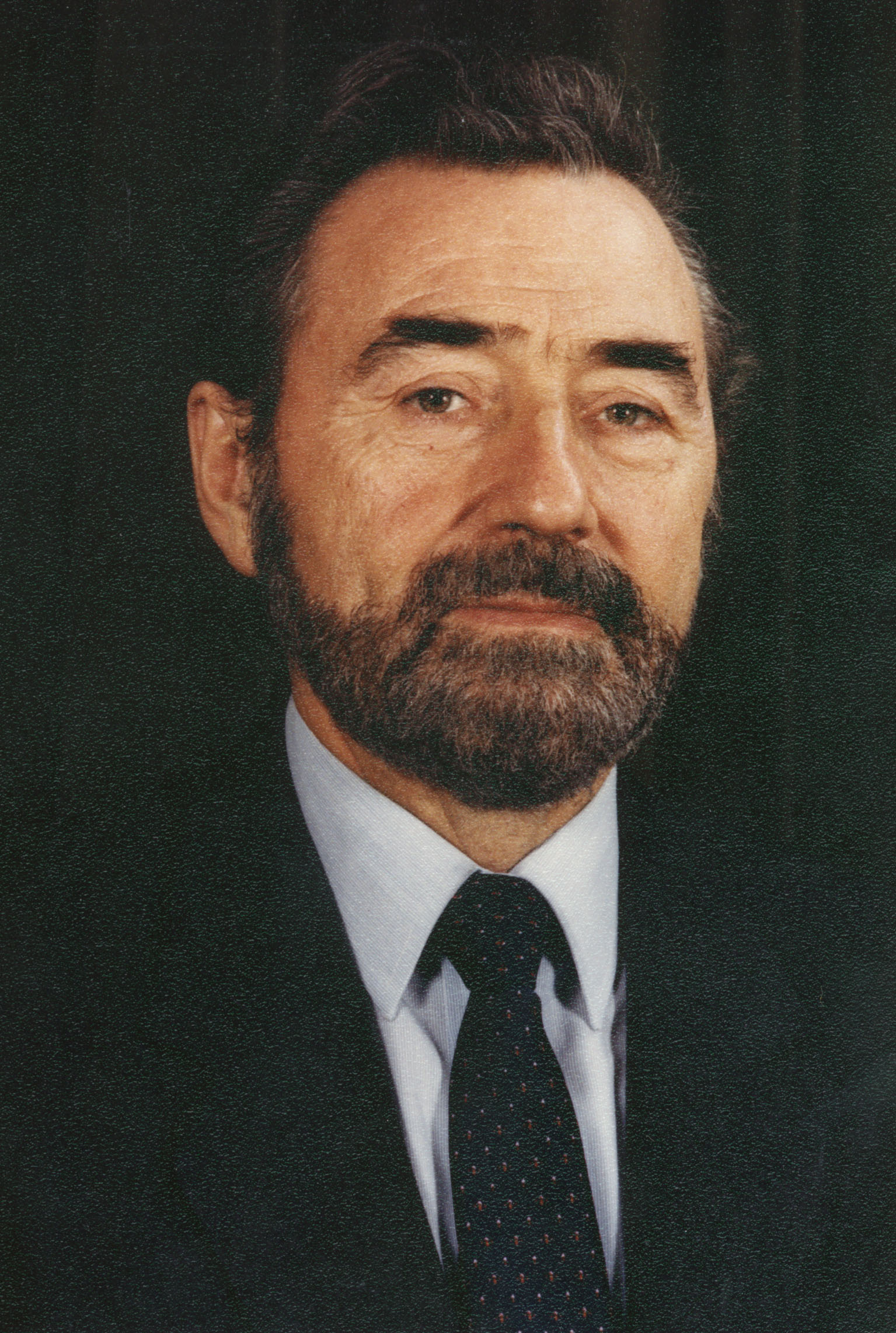
Marcel Mart, 1984

Marcel Mart (* 10. Mai 1927 in Esch-Uelzecht; † 15. November 2019) war ein luxemburgischer Journalist und Politiker.

## Leben
Marcel Mart war Politiker in der Demokratesch Partei und von 1969 bis 1974 in der Regierung Werner-Schaus II Minister für Wirtschaft, Mittelstand, Tourismus und Energie. Ab 1977 wurde er Mitglied des Europäischen Rechnungshofes, von 1984 bis Dezember 1989 dessen Präsident. Von 1990 bis 1993 war er Hofmarschall am Großherzoglichen Hof von Luxemburg.
Er war auch Präsident des Verwaltungsrates der Banque générale du Luxembourg (1993–2005) und der Société des foires internationales de Luxembourg (1994–2000).
Marcel Mart war der Bruder des ehemaligen Europaabgeordneten René Mart (1925–1990) und der Vater der Journalistin Caroline Mart (* 1960).